# Fons Serra i Pagès

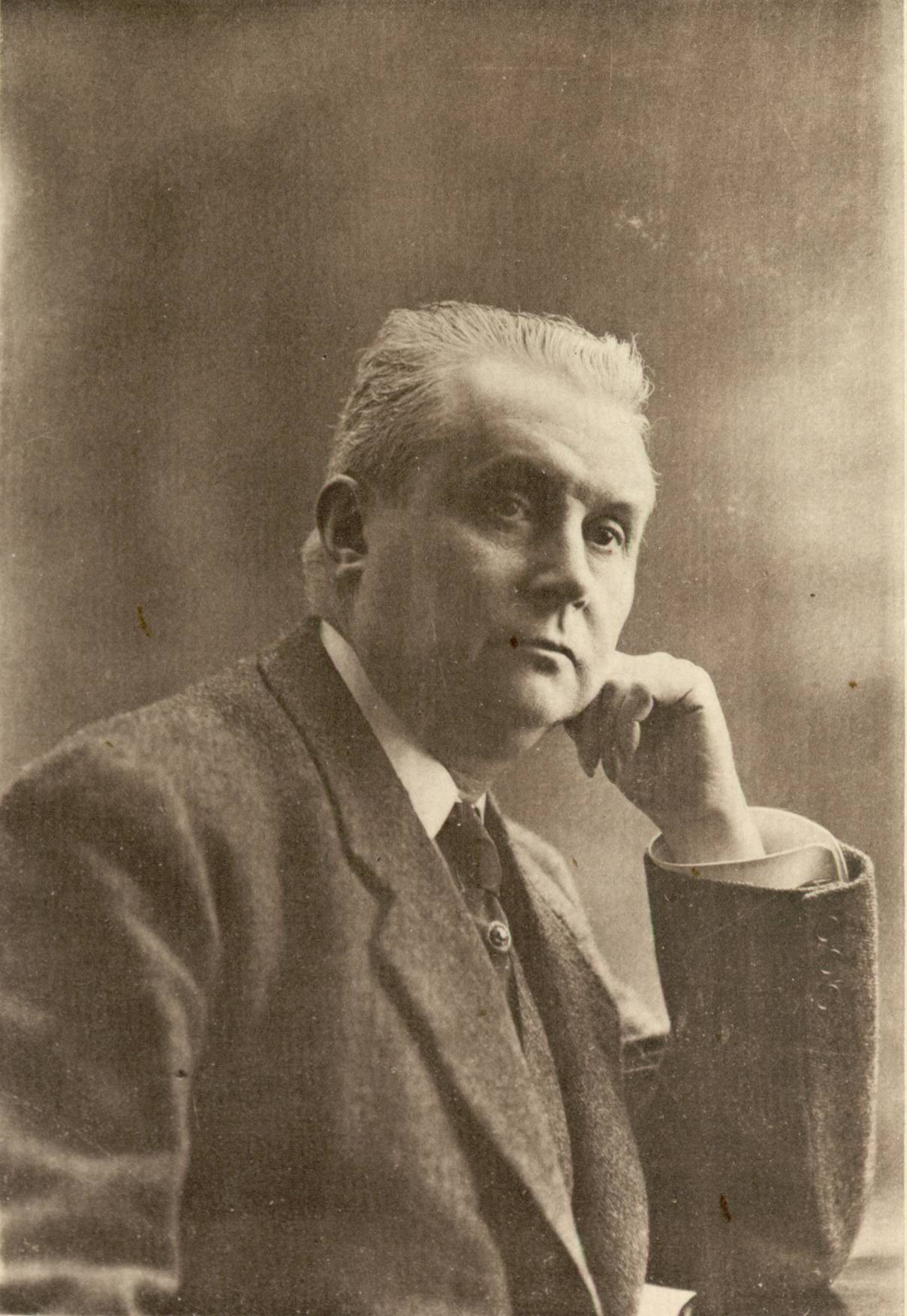
Rossend Serra i Pagès

El Fons Serra i Pagès està constituït per l'arxiu privat i la biblioteca privada de l'insigne folklorista Rossend Serra i Pagès. El seu arxiu privat i la seva biblioteca van ser donats a l'Arxiu Històric de la Ciutat de Barcelona (AHCB), on avui dia es conserven.

## L'arxiu privat
Conté documentació personal sobre la seva activitat professional, la seva participació en nombrosos esdeveniments de l'època com l'Exposició Universal de Barcelona (1888), el Congrés Universitari Català (1903), el Congrés Internacional d'Alpinisme (1903), el Primer Congrés Internacional de la Llengua Catalana (1906), el Primer Congrés Excursionista Català (1911), l'Exposition Colonial National de Marseille. Semaine Internationale des Géographes, des Explorateurs, des Etnologues et des naturalistes (1922), entre d'altres. També inclou nombrosa correspondència mantinguda al llarg dels anys amb il·lustres personalitats tant nacionals com internacionals: Caterina Albert, Antoni Mª Alcover, Joan Amades, Josep Carner, Valeri Serra i Boldú, Eudald Canibell, Alexandre Galí, Telesforo de Aranzadi, Ramón Menéndez Pidal, Franz Boas, del departament d'antropologia de la Universitat de Colúmbia i editor de The Journal of American Folk-Lore; Carlo Boselli, Horace Chauvet, Robert Lehmann-Nitsche, el famós antropòleg, lingüista i folklorista germànic-argentí, Frederick H. Marteus, entre d'altres.

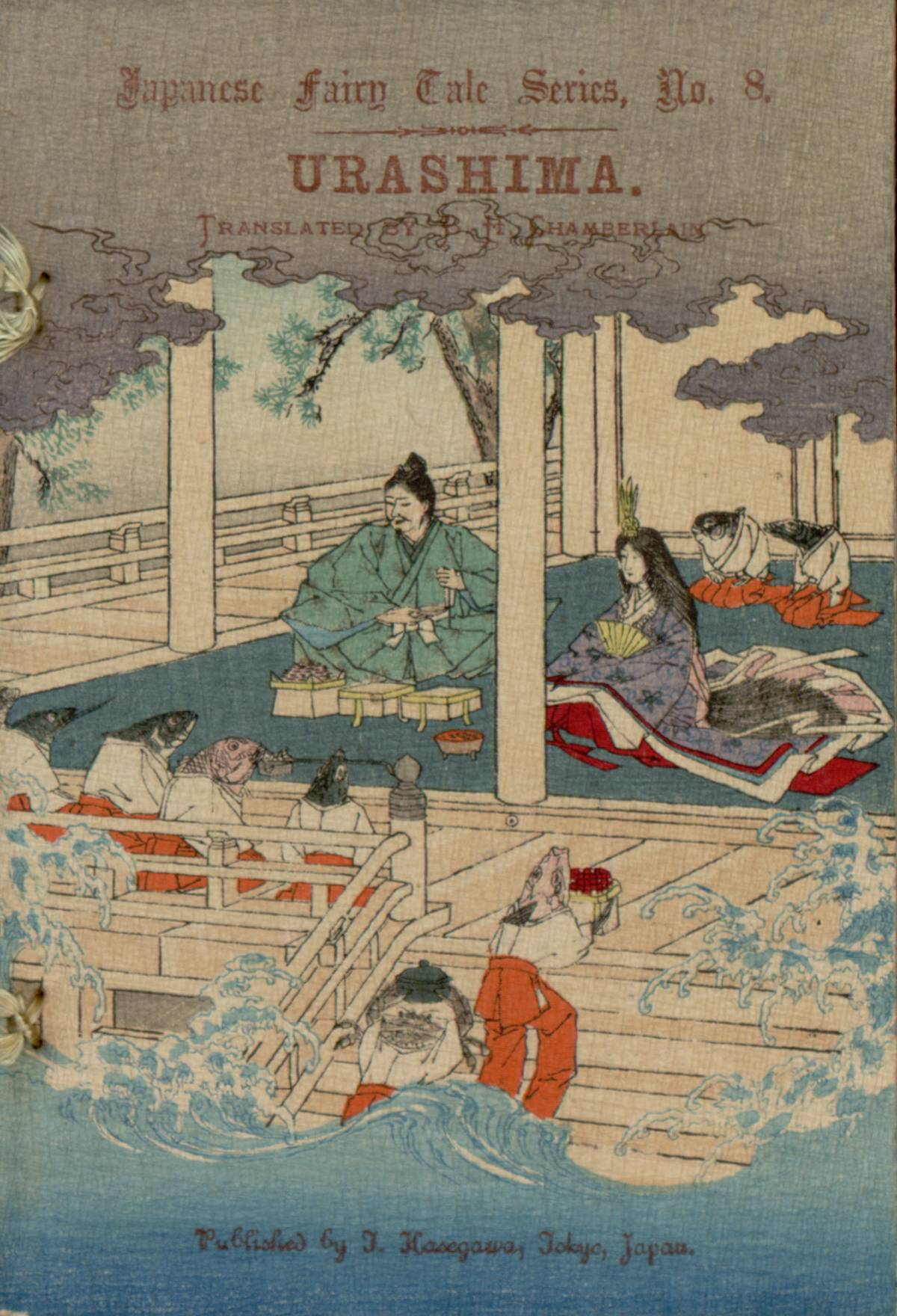
AHCB. Urashima = Ourasima, le petit pêcheur. Primera edició

## La biblioteca privada
Recopilada en el transcurs dels seus estudis, conforma el que s'anomena Fons Serra i Pagès dins la Biblioteca de l'AHCB. Aquest fons manté la seva validesa avui per: 
- l'extensió d'obres recollides del folklore i etnografia de la pràctica totalitat de pobles dels cinc continents;

- la trajectòria històrica dels primers estudis que es van fer metòdicament sobre folklore i que un cop superada l'etapa positivista van donar com a resultat les nombroses càtedres i estudis universitaris d'antropologia i etnologia que posteriorment es van constituir.

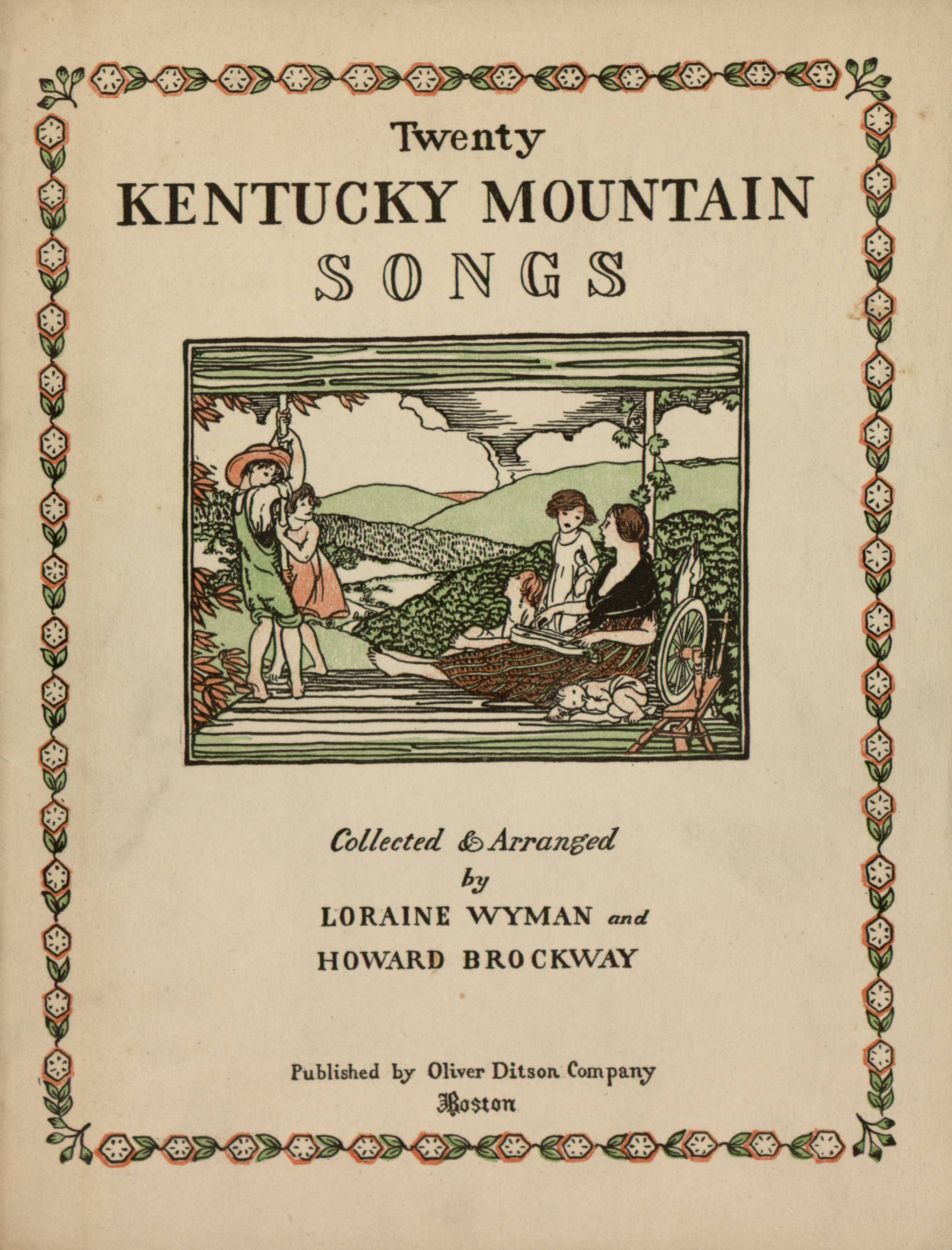
AHCB. Twenty Kentucky mountain songs. Primera edició

Així destaquen, per exemple, la monumental obra de l'escriptor Giuseppe Pitrè (1843-1916) sobre el folklore sicilià Biblioteca delle tradizioni popolari siciliane, obra en 24 volums; la major part de l'obra de reconeguda vàlua científica de Robert Lehmann-Nitsche (1872-1938) sobre folklore universal i molt especialment argentí; les principals obres d'Arnold van Gennep (1873-1957) com la primera edició de Les rites de passage de 1909; de Sir J. G. Frazer (1854-1941); d'E. B. Tylor (1832-1917); d'Andrew Lang (1844-1912). Són nombroses les publicacions periòdiques antigues especialitzades com: Euskal esnalea, 1908-, Euskalerriaren Alde : revista de cultura vasca, 1911-1931, Revista Internacional de los Estudios Vascos (1907-1936), Rivista delle tradizioni popolari italiane / diretta da Angelo de Gubernatis (1893-94), Revue des traditions populaires: recueil mensuel de mythologie, littérature orale, ethnographie traditionnelle et art populaire (1886-1919), totes aquestes completes i d'altres, fins a 82 títols de revistes, incompletes.

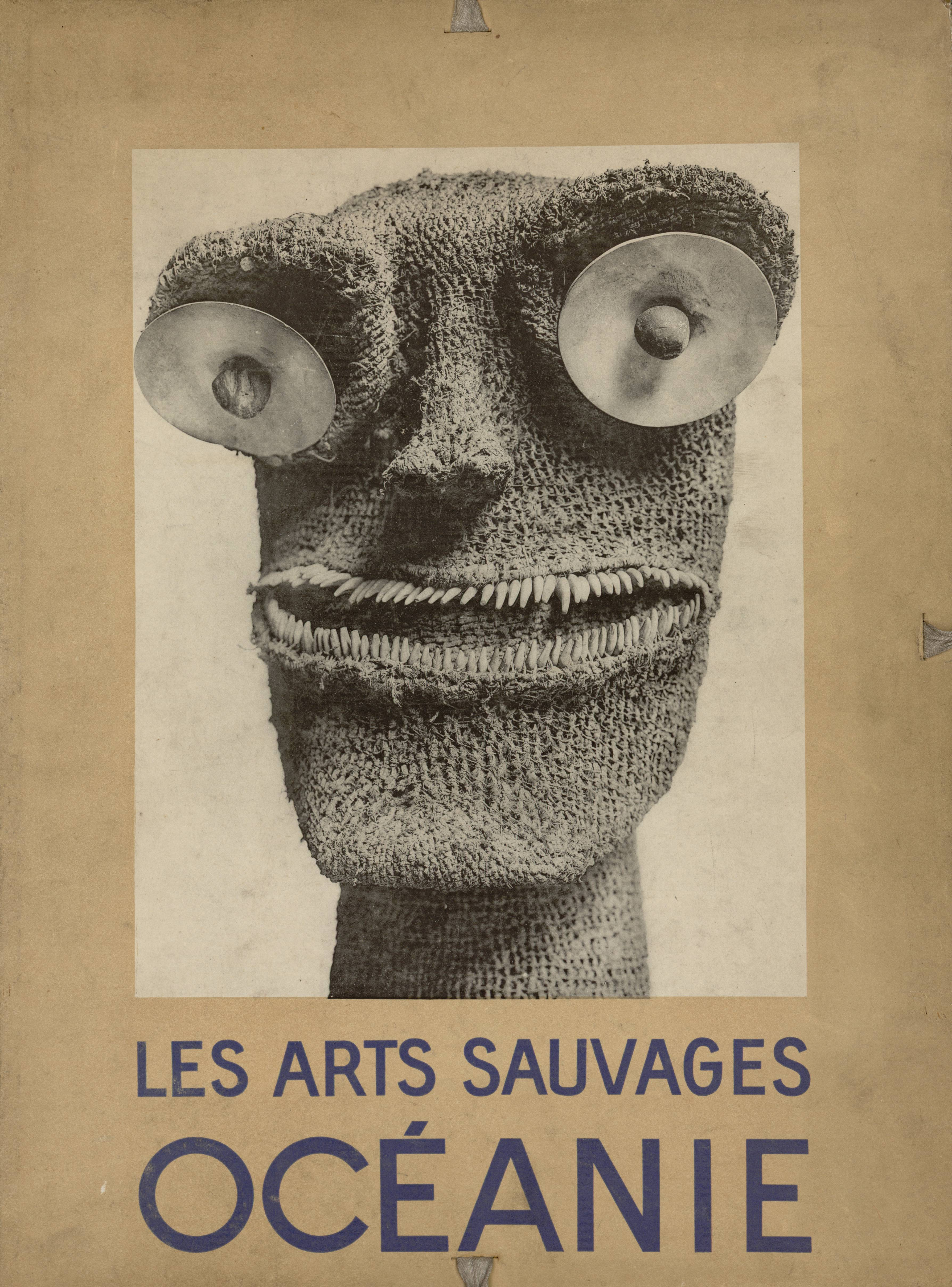
AHCB. Les arts sauvages : Océanie. Primera edició

Aquest fons bibliogràfic està integrat per 3.715 volums en diversos formats, avui ja completament incorporats al catàleg general de la Biblioteca de l'AHCB. Segons consta en un document de novembre de 1929 de l'arxiu privat, l'autoria del qual és de Sara Llorens, deixebla del folklorista, el “catàleg de la Biblioteca Serra Pagès segons la classificació més aproximada al pensament del Mestre” estava estructurat en sis apartats. Ara bé, la catalogació utilitzada en l'actualitat segueix les normes de classificació de matèries vigents en el món bibliotecari. Sota l'epígraf més general de la matèria Folklore que unifica la col·lecció, hi ha obres que encapçalen matèries molt més concretes:
-Literatura popular, llegendes, tradicions orals, contes, proverbis i refranys, endevinalles, etc. del conjunt dels 5 continents.
-Cançons populars i música popular, danses nacionals, instruments populars d'Europa, Àsia, Amèrica, Àfrica i Oceania.
-Faules, poesia tradicional, simbologia i mitologia popular de les grans tradicions culturals europees (gregues, nòrdiques, eslaves…), asiàtiques, africanes i americanes.
-Medicina popular, ocultisme, màgia, teosofia, astrologia, enigmística, oracions i conjurs, esperits, metapsíquica, prodigis i miracles, psiquisme inferior.
-Jocs de cartes, matemàtics, de societat, jocs infantils i construcció de joguines.
-Heràldica i numismàtica
-Usos i costums familiars, públics, corporatius, jurídics, econòmics, festes populars i ritus, astronomia i cicles periòdics de la vida d'homes, dones i animals.
-Ceràmica, cuina, construcció de cases i eines, indumentària i vestits, art popular.